# Johann Dinnendahl
Johann Dinnendahl, né le 6 juin 1780 à Horst (Essen) et mort le 28 octobre 1849 à Minden, est un ingénieur allemand.